# Músculo ciliar
El músculo ciliar es un músculo situado en el interior del ojo, específicamente en el cuerpo ciliar. Tiene forma de anillo y está adherido al cristalino mediante unas fibras, cada una constituye el ligamento suspensorio del cristalino. 
La contracción del músculo ciliar, está dada por el Núcleo de Edinger-Westphal que suministra fibras parasimpáticas pregangliónares a través del Nervio oculomotor, que estimulan los receptores muscarínicos del músculo ciliar.
Al contraerse el músculo ciliar (forma circular) las fibras del ligamento suspensorio -que unen dicho músculo con la cápsula del cristalino- se relajan. Como consecuencia de esta perdida de tensión, el cristalino cambia de forma aumentando su convexidad, haciéndose más esférico, para poder así enfocar los objetos más cercanos. 
Por el contrario, la dilatación del músculo ciliar provoca el aumento de la tensión de los ligamentos suspensorios, lo cual provoca que el cristalino se aplane, disminuyendo su convexidad, y por tanto poder enfocar los objetos más lejanos.